# توماس يان
توماس يان (بالألمانية: Thomas Jahn)‏ (و. 1965  م) هو مخرج أفلام، وكاتب سيناريو، ومونتير، وممثل أفلام ألماني، ولد في هوكلهوفن.

## وصلات خارجية
- توماس يان على موقع IMDb (الإنجليزية)
- توماس يان على موقع ألو سيني (الفرنسية)
- توماس يان على موقع أول موفي (الإنجليزية)
- توماس يان على موقع قاعدة بيانات الأفلام السويدية (السويدية)
- توماس يان على موقع قاعدة بيانات الفيلم (الإنجليزية)
- توماس يان على موقع كينوبويسك (الروسية)